# La Costantina
L'Azienda Agrumicola Costantina S.r.l., meglio nota come La Costantina, è stata un'azienda agricola italiana con sede legale a Catania e sede di produzione a Paternò, nella Città metropolitana di Catania. Un volume del periodico L'Italia agricola del 1933, la descrisse come «La più estesa e completa azienda agrumicola del mondo.».

## Storia
La tenuta Dagala di Costantina, fu all'origine un terreno alluvionale di proprietà della famiglia Avarna dei Duchi di Gualtieri, situato in contrada Ponte Barca nel territorio di Paternò, in provincia di Catania, e prospiciente la Rocca di Costantina, di proprietà del Convento di Santa Caterina di Catania. Nel 1845, Don Niccolò Avarna Mauro, duca di Gualtieri, ebbe concessione dal Re delle Due Sicilie del prelevamento di acque del vicino fiume Simeto per l'irrigazione del fondo. Dopo l'Unità, il fondo, di 300 ha, passò di proprietà dello Stato, e fu utilizzato per il pascolo e l'allevamento dei cavalli.
Agli inizi del XX secolo, Federico Giuseppe Facchin (1866-1958), un commerciante veneto che con i fratelli possedeva una ditta attiva nel settore della commercializzazione ed esportazione di prodotti ortofrutticoli a Scorzè, in provincia di Venezia, acquistò la tenuta Costantina. Nel 1905, Facchin aveva aperto una sede della ditta di famiglia a Catania, che poi divenne la principale, per l'esportazione di agrumi. Il terreno, fu sottoposto a opere di bonifica e di trasformazione fondiaria e agraria, e destinato alla coltivazione della merce da esportare, in particolare gli agrumi.
La trasformazione agraria del fondo operata da Facchin, completata nel 1912, fu una delle poche avvenute a quel tempo nella Piana di Catania, e fu possibile grazie alla presenza di acqua irrigua. Dopo appena un decennio di attività, nel fondo si trovavano centomila alberi di agrumi fra mandarini e aranci, trecentomila viti e molte altre piantagioni ad alto reddito. L'Azienda Agricola Facchin divenne una delle maggiori aziende italiane del suo settore nel periodo compreso tra le due guerre, nonché la maggiore dell'Italia meridionale, ed esportò i suoi prodotti in tutto il mondo. Nel 1941, Facchin, per i meriti e i successi da lui conseguiti con la sua impresa, fu insignito del titolo di Cavaliere del Lavoro. L'azienda, nel 1942 poteva contare su un'area agricola di 319 ha, di due sedi a Catania e Verona, e di tre filiali estere a Berlino, Parigi e Vienna. In quel periodo, nell'azienda si inserivano i figli del fondatore, Marcello e Antonio Facchin, che nel dopoguerra ne assunsero il comando e ne modificarono la ragione sociale in M.A. F.lli Facchin.
Nel 1972, i fratelli Facchin cedettero la loro azienda all'imprenditore catanese Mario Rendo. Divenuta Aziende Agrumicole Associate La Costantina s.r.l., concentrò la produzione unicamente su arance e mandarini, e venne dotata di moderni sistemi per l'irrigazione localizzata e automatizzata, accorgimenti di avanguardia per la protezione delle gelate, e lavorazione in loco dei prodotti. La Costantina, entrata a far parte del Gruppo Rendo, attivo nell'edilizia, nell'agricoltura e nella zootecnia, divenne l'azienda agricola più grande e tecnologicamente avanzata d'Europa.
Alla fine degli anni novanta, le inchieste giudiziarie a carico di Rendo e di altri suoi familiari, travolsero inevitabilmente le aziende del Gruppo: nel 1998, la Costantina venne messa perciò in liquidazione volontaria da parte della proprietà. Dopo la cessazione delle attività, alcuni lavoratori dell'azienda posta in liquidazione dai Rendo decisero di fondare una cooperativa, la Costantina Soc Coop Agricola A.r.l., che dopo lunghe ed estenuanti trattative con l'Irfis, grazie al sostegno della Regione Siciliana, nel 2002, riuscì a ottenere il mutuo dall'ISMEA per l'acquisizione degli oltre 300 ha di superficie, da destinare alla bioagricoltura e ad agriturismo.

## Generalità e dati
L'Azienda Agrumicola Costantina S.r.l. - ragione sociale assunta negli ultimi anni - con sede legale a Catania, è stata una società attiva nella produzione e lavorazione degli agrumi, che si svolgeva su un terreno di oltre 300 ha a Paternò.
Al 1998, ultimo anno di attività, occupava 166 dipendenti, di cui 150 stagionali. Nel Gruppo Rendo, la Costantina è stata l'azienda capofila del ramo agroalimentare, e dal 1991, assieme alle altre aziende passò sotto il controllo della Italagro, holding fondata in quell'anno dalla famiglia Rendo allo scopo di riorganizzare tutte le aziende del Gruppo attive nel settore della trasformazione alimentare, nell'agrumicoltura e negli interventi per il verde pubblico. Il fatturato complessivo delle aziende passato sotto il controllo di quella holding era di 118 miliardi di lire nel 1990.